# Dysfagie
Dysfagie is de medische benaming voor problemen met het slikken. Slikken is een proces dat de coördinatie vereist van een complexe reeks van willekeurige en onwillekeurige senso-motorische en psychologische activiteiten.
Dysfagie kan onderverdeeld worden in orofaryngeale en oesofageale dysfagie. Orofaryngeale dysfagie verwijst naar een afwijking van het slikken dat resulteert in het onvermogen om voedsel of vloeistoffen veilig en/of efficiënt te verplaatsen van de mond naar de slokdarm. Deze vorm van dysfagie komt het meest voor. Belangrijke gerelateerde klinische complicaties hiervan zijn ondervoeding en uitdroging. Daarnaast kan onveilig slikken leiden tot een aspiratiepneumonie, verstikking en uiteindelijk vroegtijdige dood.

## Orofaryngeale dysfagie
Directe kenmerken van orofaryngeale dysfagie zijn:
- Pijn bij het slikken
- Onvermogen om te slikken
- Verslikken in speeksel, vloeistoffen en/of voedsel
- Hoesten of misselijkheid tijdens het slikken
- Het gevoel dat eten vast blijft zitten in de keel of borstkas
- Reflux van zuur of voedsel naar de keel
- Frequent brandend maagzuur
- Teruglopend voedsel of vocht langs de lippen
- Voedselresten in de mondholte na doorslikken
- ‘Natte’ borrelige stem
- Frequent keelschrapen

Indirecte kenmerken van orofaryngeale dysfagie zijn:
- Opvallend lange voedingstijdsduur
- Eenzijdige inname van consistenties (bijvoorbeeld: enkel vloeibaar voedsel consumeren)
- Niet graag eten/drinken in het bijzijn van anderen

### Oorzaken
Er zijn verschillende oorzaken van orofaryngeale dysfagie, waaronder veroudering, neurodegeneratieve aandoeningen (zoals Parkinson, dementie en multiple sclerose), niet aangeboren hersenletsel (NAH) zoals een hersenbloeding of een traumatisch hersenletsel, hoofd-hals oncologische aandoeningen, halschirurgie, en chronische obstructieve longziekte.

### Prevalentie
De globale prevalentie van orofaryngeale dysfagie is 43,8%.
Het voorkomen van orofaryngeale dysfagie varieert aanzienlijk. Het komt voor bij 26.19% van de oudere bevolking. De prevalentie van orofaryngeale dysfagie lijkt het hoogst bij dementie (72,4%) en beroerte (55,4%).
Het risico op orofaryngeale dysfagie neemt toe naarmate men ouder wordt, vooral bij personen ouder dan 75 jaar. Verlies van spiermassa, veranderingen van de halswervelkolom, verminderde gebitsstatus en vermindering van de speekselproductie zijn moeilijkheden die de slikfunctie beïnvloeden.

### Diagnostiek
De anamnese kan afgenomen worden door de huisarts, NKO-arts, neuroloog, internist, revalidatiearts of eventueel door een andere hulpverlener. Tijdens deze anamnese wordt onderzocht of de patiënt met klachten werkelijk dysfagie heeft en wat hier de oorzaak van zou kunnen zijn.

### Behandeling
Het belangrijkste doel van de behandeling is om ervoor te zorgen dat de patiënt terug veilig kan eten en drinken. Er zijn twee manieren waarop een patiënt met dysfagie door de logopedist behandeld kan worden:
- De stoornis compenseren met behulp van compensatiestrategieën (bijvoorbeeld een andere hoofdhouding, een andere voedingsconsistentie en een andere manier van slikken)
- De stoornis opheffen met behulp van behandelingsstrategieën (bijvoorbeeld sliktrainingsprogramma’s, biofeedback, elektrostimulatie, myotomie, botulinetoxine injecties, of slikrevalidatie)

De voedingsconsistentie kan aangepast worden. Zo kan er bijvoorbeeld geopteerd worden voor zachtere voeding wanneer de patiënt harde en taaie voeding niet kan kauwen en slikken. Wanneer de patiënt zich verslikt in vloeistoffen, kan er gekozen worden voor het indikken van vloeistoffen en gemixte, zachte voeding. Internationaal wordt aangeraden om de International Dysphagia Diet Standardisation Initiative (IDDSI) hiervoor te gebruiken.
Farmacotherapie wordt (bijna) niet gebruikt bij de behandeling van dysfagie. Mondzorg, een diëtetische behandeling en/of psychosociale behandeling kan noodzakelijk zijn bij bijvoorbeeld gewichtsdaling en slikangst, schaamte of copinggedrag.